# Gizem Erdogan
Gizem Suna Erdogan (türkisch Gizem Suna Erdoğan; * 30. April 1987 in Högsbo) ist eine schwedische Schauspielerin.

## Leben
Gizem Erdogan studierte von 2012 bis 2015 an der Teaterhögskolan i Malmö. Sie trat am Kulturhuset Stadsteatern in Stockholm auf und ist Teil des festen Ensembles des Göteborgs stadsteater, wo sie Alice in Alice im Wunderland spielte. Im Jahr 2015 gab sie ihr Spielfilmdebüt in Svenskjävel.
2017 spielte sie in dem Spielfilm Dröm vidare mit und wurde für diese Rolle bei der Guldbaggegalan 2018 für einen Guldbagge als beste Nebendarstellerin nominiert.
2017 wurde Erdogan beim Internationalen Filmfestival von Stockholm für einen Rising Star Award nominiert.
Für ihre Rolle in Kalifat erhielt sie bei Kristallen 2020 die Auszeichnung als Schauspielerin des Jahres in einer Fernsehproduktion.
Außerdem wurde sie bei Kristallen 2021 für ihre Rolle als Leah in The Thin Blue Line als Schauspielerin des Jahres nominiert.

## Filmografie (Auswahl)
- 2014: Svenskjävel
- 2017: Träum weiter
- 2017: Alex (Fernsehserie)
- 2019: Hidden – Der Gejagte (Fernsehserie)
- 2019: En komikers uppväxt
- 2020: Kalifat
- 2020: Liebe und Anarchie (Fernsehserie, 8 Episoden)
- 2021: Tunna blå linjen
- 2021: En hederlig jul med Knyckertz (Fernsehserie)
- 2022: Liebe und Anarchie (Fernsehserie, 8 Episoden)
- 2022: The Playlist (Fernsehserie, 6 Episoden)